# Lesotho aux Jeux olympiques d'été de 2004
Le Lesotho a envoyé 3 athlètes aux Jeux olympiques d'été de 2004 à Athènes en Grèce. 

## Résultats

### Athlétisme
Marathon hommes :
- Mpesela Ntlot Soeu
  - 2 h 30 min 19 s (70e au total)

Marathon femmes :
- Mamokete Lechela
  - 3 h 11 min 56 s (64e au total)

### Taekwondo
Moins de 49 kg femmes :
- Lineo Mochesane
  - 32e de finale : Perd contre Nevena Lukic (Autriche) (0 - 4)

## Officiels
- Président : Matlohang Moiloa-Ramoqopo
- Secrétaire général : Mofihli Leonard Makoele